# Machiko Kyō

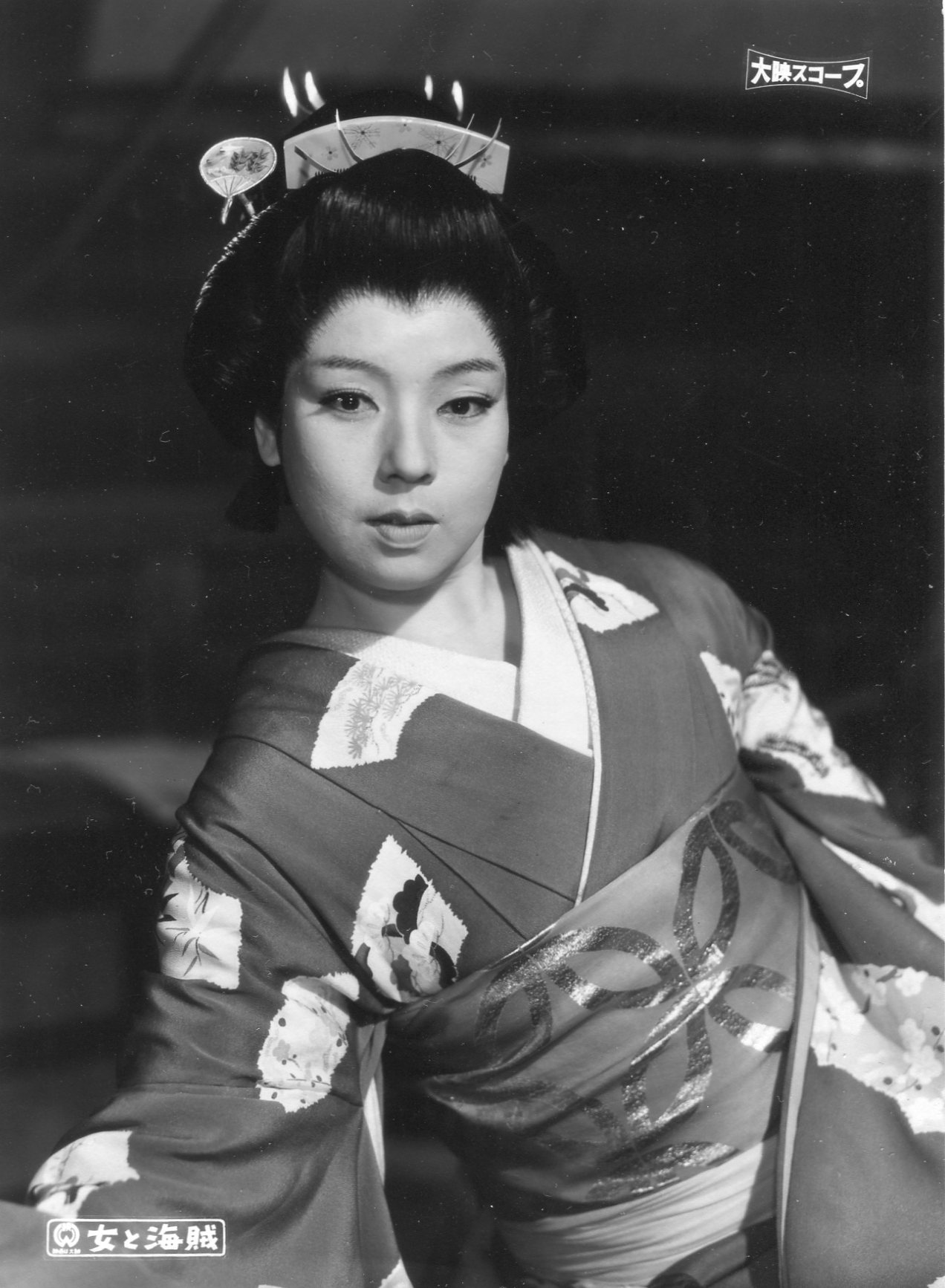
Machiko Kyō im Jahr 1959

Machiko Kyō (japanisch 京 マチ子 Kyō Machiko; eigentlich Motoko Yano (矢野 元子 Yano Motoko); * 25. März 1924 in Osaka; † 12. Mai 2019 in Tokio) war eine japanische Schauspielerin. Kyō konnte ihre größten Erfolge in den 1950er-Jahren feiern und gilt als erste Femme fatale des japanischen Kinos. Sie zählte in dieser Zeit zu den erfolgreichsten und bekanntesten Schauspielerinnen Japans. Als eine der wenigen japanischen Schauspielerinnen ihrer Generation erlangte Kyō auch in Hollywood Bekanntheit.

## Leben
Machiko Kyō wurde 1924 als Motoko Yano in Osaka geboren. Als das Kind fünf Jahre alt war, verließ der Vater die Familie, Kyō wurde daher von ihrer Mutter und ihrer Großmutter großgezogen. 1936 begann die zwölfjährige Machiko Kyō eine Laufbahn als Bühnenschauspielerin und später als Tänzerin in einem Club in Osaka. Zu dieser Zeit nahm sie auch ihren Künstlernamen an.
1949 wurde Kyō von der Produktionsfirma Daiei unter Vertrag genommen und drehte noch im selben Jahr mit Hana kurabe tanuki-goten ihren ersten Film. Bereits im Jahr darauf kam ihr großer Durchbruch mit Akira Kurosawas Rashomon in der Rolle des Vergewaltigungsopfers Masako. Kyōs überzeugende Darbietung machte sie über Nacht zum Star und zur ersten Femme fatale des japanischen Kinos. Auf Grund ihres Aussehens wurde sie auch als die „Marilyn Monroe Japans“ bezeichnet.
1953 war Machiko Kyō als Hofdame Kesa im Historiendrama Das Höllentor zu sehen. Noch im selben Jahr feierte sie mit Kenji Mizoguchis Ugetsu – Erzählungen unter dem Regenmond einen weiteren großen Erfolg, auf den die Hochphase ihrer Karriere folgte: Innerhalb von zehn Jahren drehte sie etwa vierzig Filme, darunter auch 1956 die Rolle der Lotos Blossom in der US-Komödie Das kleine Teehaus an der Seite von Marlon Brando, für die sie im folgenden Jahr eine Golden-Globe-Nominierung erhielt:

“This has been my first experience in American films and I am feeling rather in love with the work. Imagine! When I do well the director kisses me, shakes my hand.”

„Das war meine erste Erfahrung mit amerikanischen Filmen, und ich bin ziemlich verliebt in die Arbeit. Stellen Sie sich vor! Wenn ich es gut mache, küsst mich der Regisseur und schüttelt mir die Hand.“

Während der 1950er-Jahre galt Machiko Kyō als „bestbezahlte und populärste“ Schauspielerin Japans und hatte eine „Berühmtheit wie einst Mary Pickford in den USA“ erreicht.
1959 spielte Kyō die weibliche Hauptrolle im Filmdrama Abschied in der Dämmerung von Ozu Yasujirō. Anschließend beschränkte sie sich überwiegend auf Nebenrollen. Ab 1970 ließ Kyō ihre Karriere, in der sie mit den größten japanischen Regisseuren der Zeit gearbeitet hatte, ausklingen. Ihren letzten Auftritt als Schauspielerin hatte sie im Jahr 2000 in einer Folge der Fernsehserie Haregi, koko ichiban.
Machiko Kyō wurde für ihre schauspielerischen Leistungen mehrfach mit den wichtigsten Filmpreisen Japans sowie mehreren internationalen Preisen ausgezeichnet. 2017 erhielt Machiko Kyō unter anderem anlässlich der 40. Verleihung des Japanese Academy Award (Nihon akademi) den Ehrenpreis der Akademie. Nach dem Ende ihrer Filmkarriere zog sie zurück in ihre Geburtsstadt Osaka, wo sie bis zu ihrem Tod lebte.
Machiko Kyō starb am 12. Mai 2019 im Alter von 95 Jahren an Herzversagen in einer Klinik in Tokio.

## Auszeichnungen
- 1951: Preis des Mainichi Eiga Concours als beste Schauspielerin für ihre Rollen in Itsuwareru seiso und Rashomon.
- 1957: Jussi Award als beste ausländische Schauspielerin für ihre Rolle in Das Höllentor.
- 1965: Kinema-Jumpō-Preis als beste Schauspielerin für ihre Rolle in Amai ase.
- 1965: Preis des Mainichi Eiga Concours als beste Schauspielerin für ihre Rolle in Amai ase.
- 1987: Ehrenmedaille Japans am Violetten Band.
- 1994: Orden der Edlen Krone vierter Klasse.
- 2017: Ehrenpreis des Japanese Academy Award für ihr Lebenswerk.

## Filmografie (Auswahl)
- 1949: Hana kurabe tanuki-goten

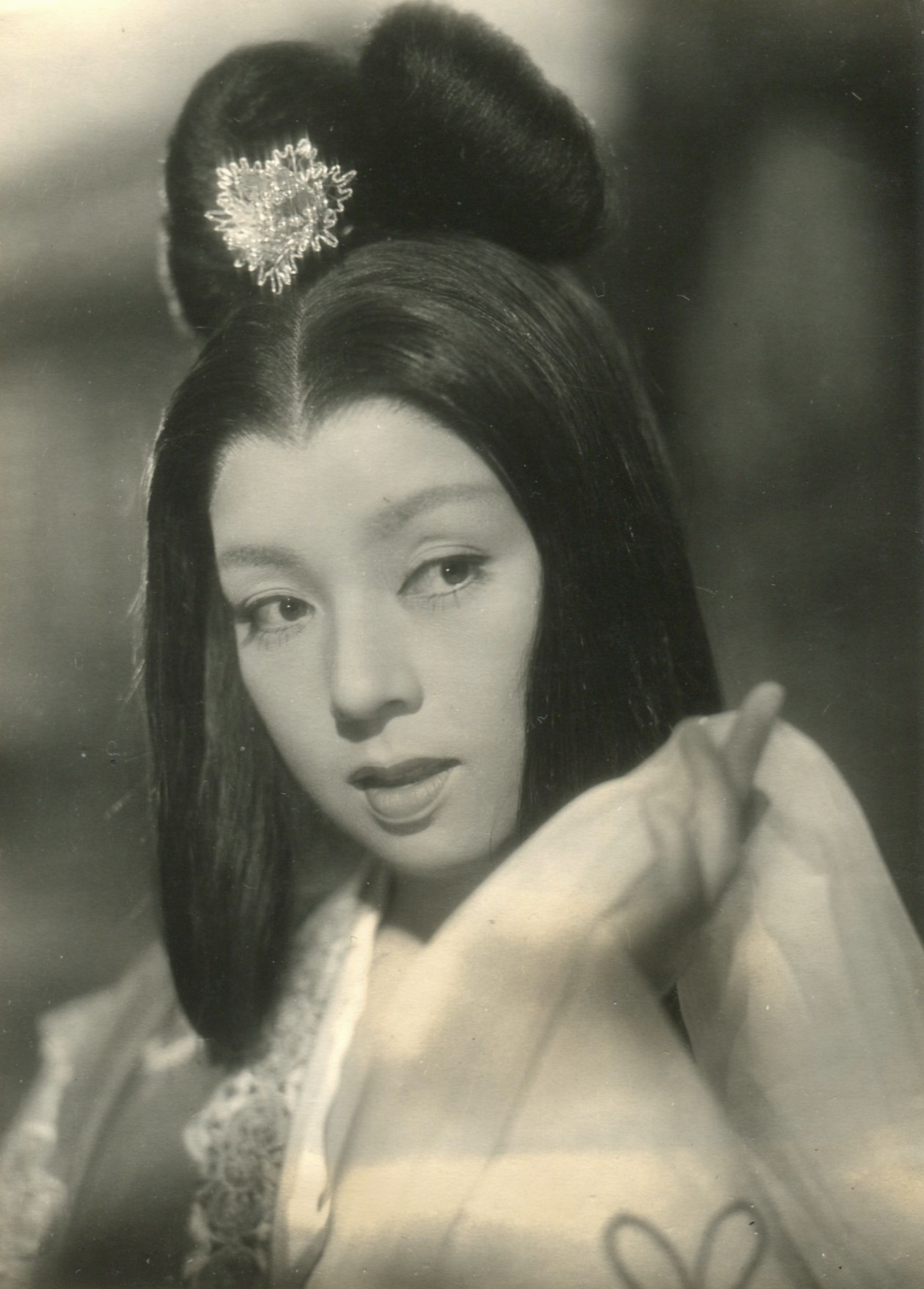
Machiko Kyō als Yang Guifei in Yōkihi, 1955

- 1950: Rashomon – Das Lustwäldchen (Rashomon)
- 1951: Itsuwareru seiso
- 1953: Das Höllentor (Jigokumon)
- 1953: Ugetsu – Erzählungen unter dem Regenmond (Ugetsu monogatari)
- 1955: Die Prinzessin Yang (Yôkihi)
- 1956: Die Straße der Schande (Akasen chitai)
- 1956: Das kleine Teehaus (The Teahouse of the August Moon)
- 1959: Kagi
- 1959: Abschied in der Dämmerung (Ukigusa)
- 1960: Bonchi
- 1964: Amai ase
- 1966: The Face of Another (Tanin no kao)
- 1967: Der kleine Ausreißer (Chiisai tôbôsha)
- 2000: Haregi, koko ichiban (Fernsehserie, eine Folge)